# Distrikt Lares
Der Distrikt Lares liegt in der Provinz Calca in der Region Cusco in Südzentral-Peru. Der Distrikt wurde am 21. Juni 1825 gegründet. Er besitzt eine Fläche von 732 km². Beim Zensus 2017 wurden 6571 Einwohner gezählt. Im Jahr 1993 lag die Einwohnerzahl bei 7483, im Jahr 2007 bei 7138. Sitz der Distriktverwaltung ist die 3171 m hoch gelegene Ortschaft Lares mit 907 Einwohnern (Stand 2017). Lares liegt 26 km nordnordwestlich der Provinzhauptstadt Calca.

## Geographische Lage
Der Distrikt Lares liegt in den Anden zentral in der Provinz Calca. Die Flüsse Río Lares und Río Amparaes, die Quellflüsse des Río Yanatile, durchqueren den Distrikt in nordnordwestlicher bzw. nordwestlicher Richtung.
Der Distrikt Lares grenzt im Südosten an den Distrikt Calca, im Südwesten an die Distrikte Urubamba und Ollantaytambo (beide in der Provinz Urubamba), im Westen an den Distrikt Ocobamba (Provinz La Convención), im Norden an den Distrikt Yanatile sowie im Osten an den Distrikt Challabamba (Provinz Paucartambo).

## Ortschaften
Im Distrikt gibt es neben dem Hauptort folgende größere Ortschaften:
- Amparaes (1023 Einwohner)
- Ccachin (650 Einwohner)
- Ccanccau (238 Einwohner)
- Choquecancha (571 Einwohner)